# Wilfred Garden
Wilfred (Omoe) Frederik Garden is een voormalig Surinaams voetballer. Hij speelde als verdediger voor SV Robinhood in de Hoofdklasse en voor het Surinaams nationaal team. Hij won zes landstitels en werd drie keer tweede in de CONCACAF Champions Cup. Hij werd twee keer gekozen tot Surinaams Voetballer van het Jaar.

## Carrière
Wilfred Garden begon zijn carrière in 1969 in de Surinaamse Hoofdklasse voor SV Robinhood. HIj speelde onder meer met Theo Blaaker, Ewout Leefland en Remie Olmberg. Met Olmberg vormde hij het hart van de verdediging van zijn club. Ook werden zij de centrale verdedigers van het Surinaamse nationale team. In 1971 won hij met Robinhood de nationale titel. Het volgende jaar bereikte hij met zijn club de finale tijdens de CONCACAF Champions' Cup.
Garden won zijn tweede nationale titel met Robinhood in 1975 en opnieuw in 1976. In 1976 en 1977 speelde hij opnieuw in de finale van de CONCACAF Champions' Cup. Zowel in 1976 als 1979 werd hij verkozen tot Voetballer van het Jaar op. Ook won hij met zijn club de landstitel van 1979, 1980 en 1981.

### Internationale carrière
Hij  debuteerde op 29 augustus 1976 in het Surinaamse nationale team tijdens een kwalificatiewedstrijd voor de WK van 1978 tegen Guyana. De wedstrijd eindigde in een 3-0 overwinning voor Suriname. Dat jaar slaagde het nationale team erin om het CFU-kampioenschap veilig te stellen. Tijdens de CONCACAF-kwalificatie van 1977 werd Suriname achtste. Ook speelde hij tijdens de kwalificatiewedstrijden voor de Olympische Zomerspelen van 1980.